# AMD Zen
AMD Zen je kódové označení mikroarchitektury procesorů společnosti AMD. První procesory Ryzen byly předvedeny na videoherním veletrhu E3 roku 2016 a jejich detaily byly uveřejněny na setkání v době Intel Developer Fóra 2016. První procesory nesou kódové označení Summit Ridge a byly oficiálně vydány na počátku března 2017. V červnu roku 2017 byly vydány serverové procesory Epyc a koncem července byly vydány procesory nižší střední třídy Ryzen 3. Vydání APU (levnějších procesorů) založených na architektuře Zen je očekáváno někdy v druhé polovině roku 2017.
Zen se značně liší od předchozí architektury Bulldozer. Je vyráběn 14nanometrovým výrobním procesem, při stejném výkonu má nižší spotřebu a zvládá více instrukcí za jednotku času. Podobně, jako je tomu u procesorů Intel s technologií hyper-threading, se každé fyzické procesorové jádro AMD Zen jeví programům jako dvě jádra, což umožňuje zvýšit víceprocesový a vícevláknový výkon. Díky použití socket AM4 mohou používat paměti DDR4. Zároveň využívají design systém na čipu, takže části pro řízení PCIe, SATA nebo USB jsou přímo na čipu, respektive v jednom pouzdře (Multi Chip Module). To zlepšuje rychlost a spotřebu energie, ale zvyšuje složitost a velikost čipů.
V červenci 2017 bylo oznámeno, že v srpnu vyjdou dva high-endové procesory nazvané Ryzen Threadripper (doslova trhač vláken). Dva modely budou mít 12 a 16 jader. Ty podle některých serverů poměrem cena/výkon výrazně překonávají procesory Intel Core i9.

## Architektura
Podle AMD byl při vývoji Zenu kladen důraz především na zvýšení výkonu jednotlivých jader. Základem je Core Complex (CCX), který se skládá ze čtyř dvouvláknových jader. Procesory s více než čtyřmi jádry mají tyto komplexy propojené technologií Infinity Fabric. AMD také využívá efektivnější metodu vícevláknových procesorů – simultaneous multithreading – oproti té, kterou využívaly procesory Bulldozer a předchozí – clustered multi-thread.
Za jeden procesorový cyklus může vykonat každé jádro až šest mikrooperací (kombinaci 6 celočíselných mikrooperací a/nebo 4 s desetinnou čárkou). Vektorový procesor Zenu určený zejména pro výpočetní operace typu AVX a SSE je schopen najednou zpracovat čtyři až osm operací sčítání/odčítání (s desetinnými čísly) a zároveň stejný počet násobení (a/nebo násobení spojené se sčítáním/odčítáním). Vyšší hodnota platí pro jednoduchou přesnost (32-bitů), nižší pro dvojnásobnou přesnost (64-bitů).
Mikroinstrukční cache a další obvody umožňují CPU Zen vnitřně používat instrukce typu RISC (ev. VLIW), namísto CISC (x86) a také tím zvýšit výkon. Tato technologie byla v procesorech AMD použita již dříve, ale v architektuře Zen byla výrazně posílena.
Predikce skoků byla opět vylepšena, díky čemuž je provádění programů plynulejší a rychlejší.
Procesory Zen využívají mezipaměť ve třech úrovních, tj. L1, L2 a L3. Paměť L1 sahá od 384 KB u Ryzenu 3 po 768 KB u Ryzenu 7. Podobně kapacita paměti L2 se pohybuje od 2 MB po 4 MB. Konečně paměť L3 je 8 MB u Ryzenů 3 a 16 MB u Ryzenů 5 a 7. U procesorů Ryzen Threadripper by pak tato paměť měla být 32 MB.
AMD Zen využívá také provádění mimo původní pořadí (out-of-order execution) a spekulativní provádění instrukcí, což dále zvyšuje jeho výkon.

### Virtualizace
Architektura AMD Zen přidává zabezpečení virtualizace pomocí technologie SME (Secure Memory Encryption) a SEV (Secure Encrypted Virtualization). SME je šifrování paměti v reálném čase prováděné po jednotlivých stránkách paměti (šifrované stránky jsou označeny v tabulce stránek procesu). Šifrování probíhá na hardwarovém enginu AES a klíče jsou spravovány integrovaným „bezpečnostním“ procesorem (ARM Cortex-A5) při startu počítače (boot). AMD SME také činí obsah paměti odolnější vůči snoopingu paměti a útokům za studena (cold boot).

## Celkový výkon
Testovací čipy dosahují frekvencí 3 GHz (až 3,4 GHz), přičemž dosahují stejného nebo vyššího výkonu než procesor Intel architektury Broadwell-E ve stejné konfiguraci jader a o stejné frekvenci, což znamená, že problém s nízkým počtem instrukcí za jeden cyklus předchozí generace mikroprocesorů byl vyřešen. V porovnání s dřívější architekturou, 16-jádrovým procesorem Piledriver, je 8-jádrový Zen přibližně o třetinu rychlejší.
Zatímco jednovláknový výkon architektury Zen od AMD je poněkud nižší než jednovláknový výkon současné architektury Intel, tak vícejádrový výkon je vyšší u procesoru AMD. Přesto má Zen (Ryzen) na jednom CPU jádře o 52 procent vyšší počet instrukcí na 1 GHz taktu než u předchozí generace svých procesorů (AMD Excavator). Druhá revize procesorů AMD Ryzen (Pinnacle Ridge) má téměř totožný výkon jako Coffee Lake.

### Spotřeba
Firmě AMD se u připravovaných procesorů, kromě zvýšení počtu instrukcí na 1 GHz taktu, podařilo snížit spotřebu na úroveň srovnatelnou s příslušnými procesory Intel.

## Seznam desktopových procesorů
Všechny procesory podporují DDR4 paměť až do 2667 MHz; modely AMD Threadripper na čtyřech kanálech, všechny ostatní modely na dvou.
Procesory s označením PRO jsou určené pro firemní počítače. Podle AMD by měly disponovat funkcemi pro šifrování dat a bezpečnost obecně. Dalé také přidávají nové sady instrukcí, které usnadňují práci v administrativě, bezpečnosti a managmentu.
| Segment             | Počet jader (vláken) | Označení         | Model     | Takt procesoru | Takt procesoru | Cache    | Cache | Cache | Vydáno            | Tepelný výkon |
| Segment             | Počet jader (vláken) | Označení         | Model     | Klidový        | Turbo          | L1       | L2    | L3    | Vydáno            | Tepelný výkon |
| ------------------- | -------------------- | ---------------- | --------- | -------------- | -------------- | -------- | ----- | ----- | ----------------- | ------------- |
| Vyšší třída         | 16 (32)              | AMD Threadripper | 1950X     | 3,4 GHz        | 4,0 GHz        | 1,5 MB   | 8 MB  | 32 MB | 31. července 2017 | 180 W         |
| Vyšší třída         | 12 (24)              | AMD Threadripper | 1920X     | 3,5 GHz        | 4,0 GHz        | 1,125 MB | 6 MB  | 32 MB | 31. července 2017 | 180 W         |
| Vyšší třída         | 8 (16)               | AMD Threadripper | 1900X     | 3,8 GHz        | 4,0 GHz        | 768 kB   | 4 MB  | 16 MB | 31. srpna 2017    | 180 W         |
| Vyšší střední třída | 8 (16)               | AMD Ryzen 7      | 1800X     | 3,6 GHz        | 4,0 GHz        | 768 kB   | 4 MB  | 16 MB | 2. března 2017    | 95 W          |
| Vyšší střední třída | 8 (16)               | AMD Ryzen 7      | 1700X     | 3,4 GHz        | 3,8 GHz        | 768 kB   | 4 MB  | 16 MB | 2. března 2017    | 95 W          |
| Vyšší střední třída | 8 (16)               | AMD Ryzen 7      | PRO 1700X | 3,4 GHz        | 3,8 GHz        | 768 kB   | 4 MB  | 16 MB | 29. června 2017   | 95 W          |
| Vyšší střední třída | 8 (16)               | AMD Ryzen 7      | 1700      | 3,0 GHz        | 3,7 GHz        | 768 kB   | 4 MB  | 16 MB | 2. března 2017    | 65 W          |
| Vyšší střední třída | 8 (16)               | AMD Ryzen 7      | PRO 1700  | 3,0 GHz        | 3,7 GHz        | 768 kB   | 4 MB  | 16 MB | 29. června 2017   | 65 W          |
| Střední třída       | 6 (12)               | AMD Ryzen 5      | 1600X     | 3,6 GHz        | 4,0 GHz        | 576 KB   | 3 MB  | 16 MB | 11. dubna 2017    | 95 W          |
| Střední třída       | 6 (12)               | AMD Ryzen 5      | 1600      | 3,2 GHz        | 3,6 GHz        | 576 KB   | 3 MB  | 16 MB | 11. dubna 2017    | 65 W          |
| Střední třída       | 6 (12)               | AMD Ryzen 5      | PRO 1600  | 3,2 GHz        | 3,6 GHz        | 576 KB   | 3 MB  | 16 MB | 29. června 2017   | 65 W          |
| Střední třída       | 4 (8)                | AMD Ryzen 5      | 1500X     | 3,5 GHz        | 3,7 GHz        | 384 KB   | 2 MB  | 16 MB | 11. dubna 2017    | 65 W          |
| Střední třída       | 4 (8)                | AMD Ryzen 5      | PRO 1500  | 3,5 GHz        | 3,7 GHz        | 384 KB   | 2 MB  | 16 MB | 29. června 2017   | 65 W          |
| Střední třída       | 4 (8)                | AMD Ryzen 5      | 1400      | 3,2 GHz        | 3,4 GHz        | 384 KB   | 2 MB  | 16 MB | 11. dubna 2017    | 65 W          |
| Nižší střední třída | 4 (4)                | AMD Ryzen 3      | 1300X     | 3,5 GHz        | 3,7 GHz        | 384 KB   | 2 MB  | 8 MB  | 27. července 2017 | 65 W          |
| Nižší střední třída | 4 (4)                | AMD Ryzen 3      | PRO 1300  | 3,5 GHz        | 3,7 GHz        | 384 KB   | 2 MB  | 8 MB  | 29. června 2017   | 65 W          |
| Nižší střední třída | 4 (4)                | AMD Ryzen 3      | 1200      | 3,1 GHz        | 3,4 GHz        | 384 KB   | 2 MB  | 8 MB  | 27. července 2017 | 65 W          |
| Nižší střední třída | 4 (4)                | AMD Ryzen 3      | PRO 1200  | 3,1 GHz        | 3,4 GHz        | 384 KB   | 2 MB  | 8 MB  | 29. června 2017   | 65 W          |